# Portage Lakes
Portage Lakes és una concentració de població designada pel cens dels Estats Units a l'estat d'Ohio. Segons el cens del 2000 tenia 9.870 habitants.

## Demografia
Segons el cens del 2000, Portage Lakes tenia 9.870 habitants, 4.195 habitatges, i 2.751 famílies. La densitat de població era de 580 habitants per km².
Dels 4.195 habitatges en un 24,8% hi vivien nens de menys de 18 anys, en un 52,3% hi vivien parelles casades, en un 9,3% dones solteres, i en un 34,4% no eren unitats familiars. En el 28,2% dels habitatges hi vivien persones soles el 9,7% de les quals corresponia a persones de 65 anys o més que vivien soles. El nombre mitjà de persones vivint en cada habitatge era de 2,32 i el nombre mitjà de persones que vivien en cada família era de 2,84.
Per edats la població es repartia de la següent manera: un 20,5% tenia menys de 18 anys, un 6,9% entre 18 i 24, un 29,4% entre 25 i 44, un 28,1% de 45 a 60 i un 15,1% 65 anys o més.
L'edat mediana era de 41 anys. Per cada 100 dones de 18 o més anys hi havia 97,6 homes.
La renda mediana per habitatge era de 43.698 $ i la renda mediana per família de 52.384 $. Els homes tenien una renda mediana de 37.250 $ mentre que les dones 26.279 $. La renda per capita de la població era de 22.267 $. Aproximadament l'1,9% de les famílies i el 5% de la població estaven per davall del llindar de pobresa.

## Poblacions més properes
El següent diagrama mostra les poblacions més properes.